# HD 125612 d
HD 125612 d è un pianeta extrasolare scoperto nel 2009 che orbita attorno alla stella HD 125612, una nana gialla con caratteristiche simili al Sole, situata a 172 anni luce dalla Terra.
Scoperto con il metodo della velocità radiale ha una massa minima 7,2 volte quella di Giove e orbita ad una distanza media di 4,2 UA dalla stella in un tempo di 3008 giorni, vale a dire poco più di otto anni, due mesi e 24 giorni.